# Greven (Mecklenburg)
Greven település Németországban, Mecklenburg-Elő-Pomeránia tartományban. Lakosainak száma 752 fő (2023. december 31.). Greven Telgte, Altenberge, Nordwalde, Emsdetten, Saerbeck, Ladbergen és Ostbevern községekkel határos.

## Népesség
A település népességének változása:
| Lakosok száma | 729  | 741  | 739  | 737  | 736  | 752  |
|               | 2016 | 2017 | 2019 | 2021 | 2022 | 2023 |